# Colobothea denotata
Colobothea denotata är en skalbaggsart som beskrevs av Monné 2005. Colobothea denotata ingår i släktet Colobothea och familjen långhorningar. Inga underarter finns listade i Catalogue of Life.